# Иванова, Олеся
Олеся Иванова (наст. имя — Людмила Мстиславовна Иванова; 25 января 1925[…], Мерефа, Харьковская губерния — 26 октября 1995[…], Москва) — советская киноактриса, исполнительница эпизодических ролей. Наиболее известна её роль Надежды Тюлениной в фильме «Молодая гвардия». Исполняла роли крестьянок, трактористок, передовиц производства, жён второстепенных героев, «простых советских женщин». В начале 1960-х взяла себе псевдоним Олеся Иванова, который стал указываться в фильмах (по-видимому, чтобы не происходило путаницы с другой советской актрисой Людмилой Ивановной Ивановой, которая также регулярно снималась в кино в эпизодических ролях).

## Биография
Родилась 25 января 1925 года в Змиёвском районе Харьковской области УССР. В начале Великой Отечественной войны (в 1941—1942) работала медсестрой в госпитале.
В 1948 окончила ВГИК (мастерская С. А. Герасимова и Т. Ф. Макаровой). Поступила в Театр-студию киноактёра.
Вышла замуж за казахского кинорежиссёра Мажита Бегалина, с которым вместе училась. Снималась в ряде картин мужа на киностудии «Казахфильм» («Это было в Шугле» (1955), «Возвращение на землю» (1959), «За нами Москва» (1967), «Песнь о Маншук» (1969), «Степные раскаты» (1974) и др.). Сын Бегалина и Олеси Ивановой — Нартай Бегалин, который также окончил ВГИК, был актёром и каскадёром (сыграл в фильмах «Война и мир», «Пираты XX века»)
Скончалась 26 октября 1995 года.

## Роли в театре
- 1947 — «Молодая гвардия» А. Фадеева — Надя Тюленина
- 1948 — «Софья Ковалевская» братьев Тур — студентка
- 1949 — «Нахлебник» И. Тургенева — девушка
- 1950 — «Флаг адмирала» А. Штейна — девушка
- 1950 — «Три солдата» Ю. Егорова и Ю. Победоносцева — Любаша

## Фильмография
- 1946 — Глинка — эпизод

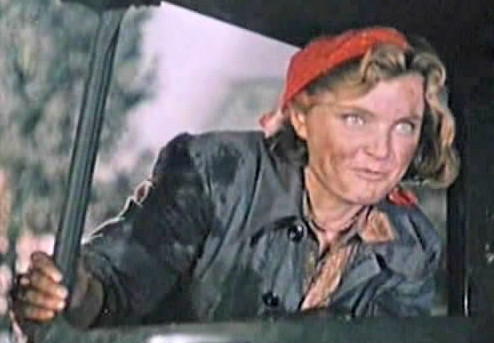
Олеся Иванова в роли трактористки Катьки в фильме «Поезд идёт на восток» (1947).

- 1947 — Поезд идёт на восток — Катька, трактористка
- 1948 — Путь славы — Саша Воронкова, машинист поезда (главная роль)
- 1948 — Молодая гвардия — Надежда Тюленина, молодогвардеец, сестра Сергея Тюленина
- 1951 — Сельский врач — Ира, медсестра
- 1952 — Джамбул — эпизод (нет в титрах)
- 1953 — Судьба Марины — Килина, жена Тараса Васильевича, мать Петро
- 1955 — Вольница — Наталья
- 1955 — Это было в Шугле — Ксюша
- 1956 — Миколка-паровоз — мать Миколки-паровоза
- 1958 — Идиот — Варвара Ардалионовна Птицына (Иволгина), сестра Гаврилы (Гани) Иволгина
- 1958 — Дорогой мой человек — эпизод
- 1959 — Возвращение на землю (короткометражный) — Маша
- 1960—1961 — Воскресение — рыжая (в титрах Л. Иванова)
- 1960 — Прощайте, голуби — врач
- 1961 — Командировка — Варя
- 1961 — А если это любовь? — соседка (в титрах О. Иванова)
- 1962 — Путь к причалу — жена однорукого Антона Никифорова
- 1962 — Люди и звери — Варвара Андреевна, сестра Анны Андреевны Соболевой
- 1963 — Большие и маленькие — Мария Петровна Горохова
- 1964 — Товарищ Арсений — Матрёна Павловна
- 1964 — Ноль три — жена Муруметса
- 1964 — Всё для вас — рабочая
- 1964 — Зелёный дом — эпизод
- 1965 — Рано утром — мастер
- 1965 — Тридцать три — Горина, председатель комиссии по счёту зубов
- 1965 — Спящий лев — Лёля Морозова, водитель кинопередвижки
- 1965 — Ваш сын и брат — Клавдия
- 1966 — Чёрт с портфелем — эпизод
- 1966 — Скверный анекдот — эпизод
- 1967 — За нами Москва — эпизод
- 1967 — Зареченские женихи (короткометражный) — любопытная соседка (в титрах А. Иванова)
- 1967 — Скуки ради — Мария
- 1969 — Песнь о Маншук — сумасшедшая
- 1969 — Деревенский детектив — Ефросинья, колхозница на собрании
- 1969 — Варькина земля — работница в поле
- 1969 — Директор — Варвара Ивановна
- 1969 — Жди меня, Анна — работница
- 1969 — Неподсуден — эпизод
- 1970 — Хлеб и соль — Марина
- 1971 — Седьмое небо — Зуева, соседка Мазаева
- 1972 — Доверие — Морока
- 1972 — Здесь нам жить — эпизод
- 1972 — Красно солнышко — колхозница
- 1972 — Огоньки — Марья
- 1972 — Смертный враг — тетка в чёрном
- 1974 — Степные раскаты — эпизод
- 1975 — Семья Ивановых — жена Васи
- 1976 — Колыбельная для мужчин — эпизод
- 1976 — Слово для защиты — судебный заседатель
- 1976 — Возвращение сына — Ефросинья
- 1977 — Птицы на снегу — эпизод
- 1977 — Служебный роман — член инвентаризационной комиссии
- 1977 — Возвращение сына — Ефросинья
- 1978 — Здравствуй, река — эпизод
- 1978 — Недопёсок Наполеон III — Прасковья
- 1979 — Приезжайте в гости — озвучивание
- 1980 — Плывут моржи — эпизод
- 1983 — Дело за тобой! — жительница посёлка
- 1983 — Трое на шоссе — буфетчица в придорожном кафе
- 1986 — Кин-дза-дза! — лохматая женщина у колеса обозрения, стучавшая по клетке, чтобы Би и Уэф прекратили петь (в титрах О. Иванова)
- 1985 — Корабль пришельцев — пассажирка самолёта
- 1985 — Салон красоты — гостья на дне рождения
- 1985 — Сестра моя Люся — солдатка
- 1989 — В городе Сочи тёмные ночи — Раиса Петровна
- 1989 — Вход в лабиринт — Федюнина
- 1990 — Мой муж — инопланетянин — работница метрополитена
- 1990 — Система «Ниппель» — тетя Зина
- 1992 — Три августовских дня — дворничиха

## Интересные факты
- В фильме «Служебный роман» (1977) встретились две Людмилы Ивановы. Людмила Мстиславовна (Олеся) сыграла члена инвентаризационной комиссии, а Людмила Ивановна — бухгалтершу Шурочку.
- В 1974 году Олеся Иванова сыграла в фильме «Степные раскаты». Режиссёром фильма был её муж М. Бегалин, а одну из главных ролей исполнил её сын Нартай. Однако фильм так и не вышел на экраны. Он был «положен на полку» за «неправильное освещение истории гражданской войны в Казахстане»[5]. Гонения на картину привели к смерти Мажита Бегалина. Фильм был показан лишь в 2002 по казахскому телевидению в дни, когда отмечалось 80-летие со дня рождения режиссёра фильма.